# Laurent Blanc
Laurent Blanc (Alès, França, 19 de novembre de 1965) és un futbolista professional francès, ja retirat. Posteriorment ha continuat en el món del futbol com a entrenador. Actualment és l'entrenador de l'Al-Ittihad.

## Carrera

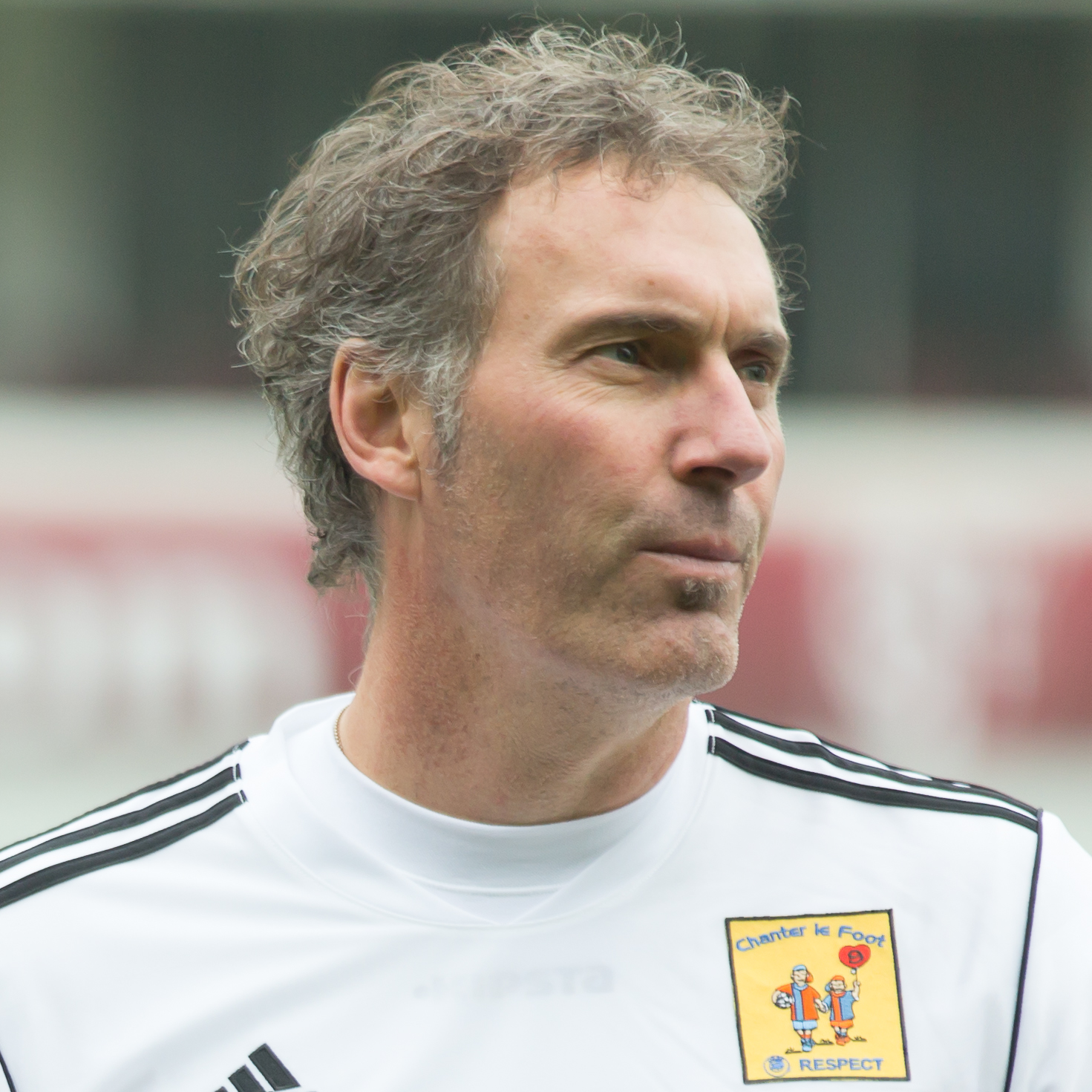
Blanc el 2013.

Tot i va jugar en les millors lligues europees, com la francesa, l'espanyola, la italiana o l'anglesa, en Blanc és conegut sobretot pel seu paper en la selecció francesa durant la dècada dels 90. Amb els bleus va jugar l'Eurocopa 1992, va arribar a les semifinals quatre anys després i va guanyar el Mundial de 1998 i l'Eurocopa del 2000. Es va fer famós el seu gest de besar la calba del seu company, el porter Fabien Barthez abans de cada encontre (ho repetirien en la seua etapa al Manchester United FC, però només per compromisos europeus). Al Mundial 1998 també va ser el primer jugador a decidir un encontre per Gol d'Or. Va ser en vuitens de final davant el Paraguai.
El 2006, els lectors de France Football van triar en Blanc com el quart millor jugar francès de la història, per darrere de Michel Platini, Zinédine Zidane i Raymond Kopa.
El juny de 2007, Blanc va esdevenir el tècnic del Girondins de Bordeus. Com a entrenador el Girondins fou segon a la Ligue la temporada 2007/2008. La temporada següent (2008/2009) es varen alçar amb el títol de la Ligue.
Al maig de 2010, Blanc va esdevenir el tècnic de la selecció francesa. Després de l'eliminació dels tricolors a l'Eurocopa als quarts de final contra Espanya, no va soŀ·licitar la renovació del seu contracte al cap de l'equip. Aquesta decisió fou motivada per diferents incidents com una baralla entre els jugadors o insults a la premsa per Samir Nasri.

## Selecció
Laurent Blanc va ser 97 vegades internacional amb la selecció francesa de futbol, i va marcar 16 gols. Va formar part del combinat del seu país que va acudir a les Eurocopes de 1992, 1996 i 2000 i al Mundial de França de 1998. Va guanyar aquests dos darrers títols.

## Palmarès
- Europeu sub-21 1988
- Supercopa espanyola 1996
- Ligue 1 95/96
- Copa de França el 1990 i el 1996
- Mundial de França 1998
- Eurocopa d'Holanda i Bèlgica 2000
- Premier League 02/03